# اگوسالو
اگوسالو (به لاتین: Agusalu) یک روستا در استونی است که در دهستان ایلوکا واقع شده‌است.